# Baischstraße

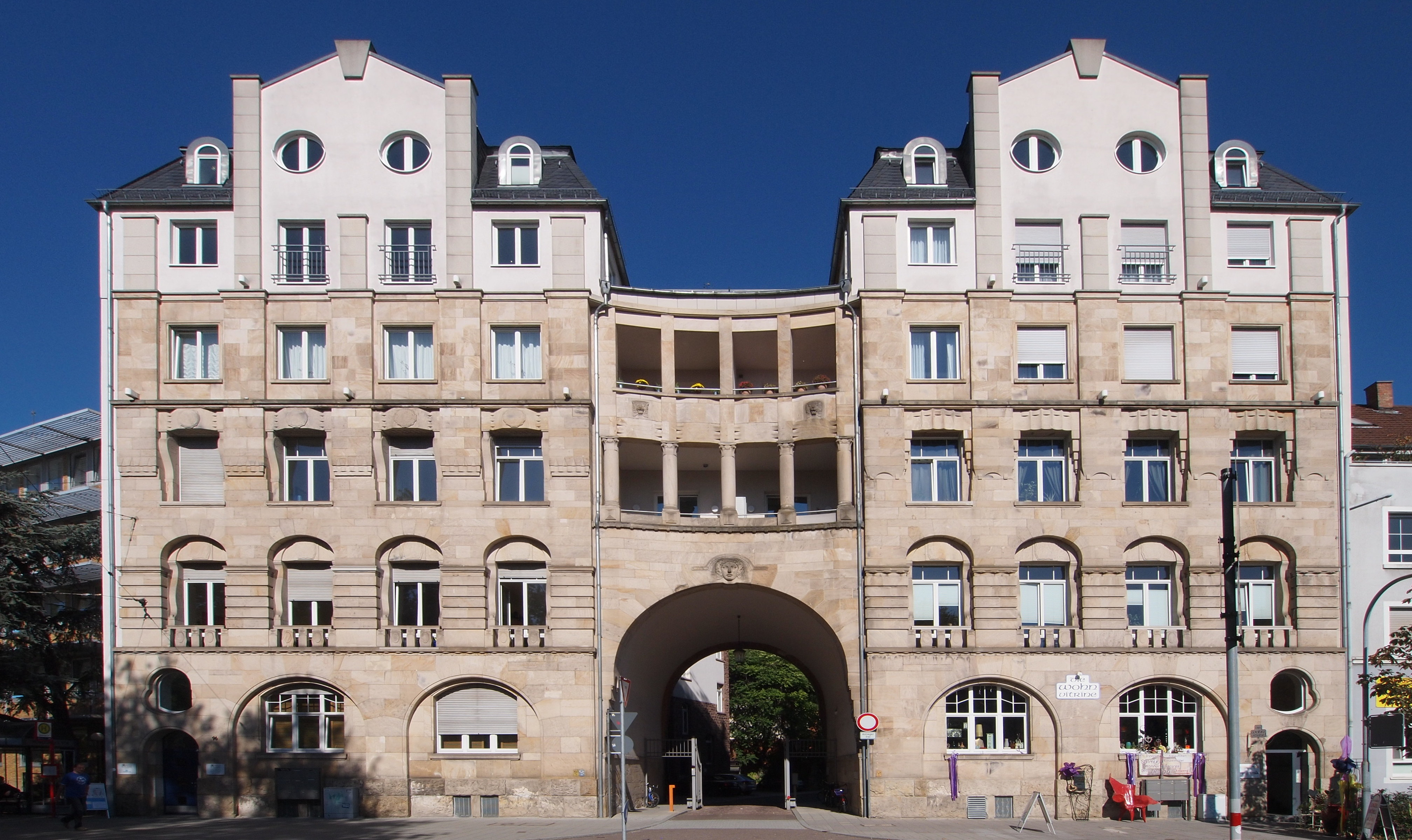
Torhaus, Stephanienstraße 94–96

Die Baischstraße ist eine Jugendstil-Siedlung von Hermann Billing in Karlsruhe.
Sie entstand 1900–1903, am westlichen Rand der Innenstadt, auf einem früheren Holzlagerplatz. 
In der Villenkolonie stehen an einer Sackgasse fünf Häuser einander versetzt gegenüber.
Das Torgebäude am Kaiserplatz (mit Hausnummern der Stephanienstraße) enthielt Mietwohnungen und Ateliers. Seine Fassade war mit opulenten Verzierungen ausgestattet, darunter eine überlebensgroße vergoldete Statue einer nackten Frau. Nach Beschädigungen im Zweiten Weltkrieg wurden die oberen Stockwerke zuerst gar nicht, später stark vereinfacht aufgebaut. Der Torbogen war mit Monumentalgemälden von Hans Adolf Bühler ausgemalt, die nicht witterungsbeständig waren und von denen nur die Titel überliefert sind.
Der Straßenname bezieht sich auf den Maler Hermann Baisch.
Von 1902 bis 1911 wohnten im Haus Nr. 5 der Chemiker Fritz Haber und seine Frau Clara Immerwahr, die als erste Deutsche in Chemie promoviert hatte.

## Galerie

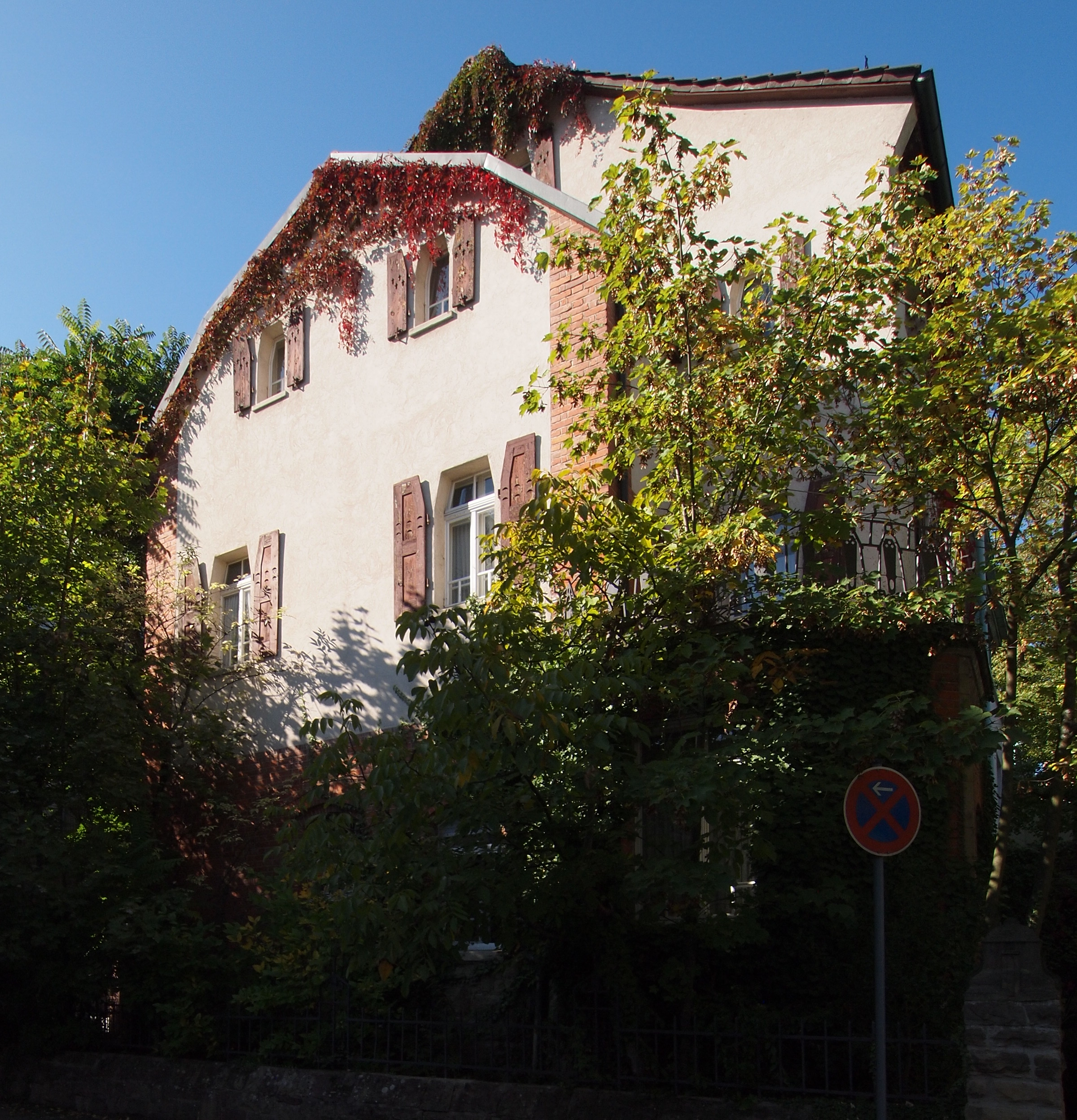
Nr. 1
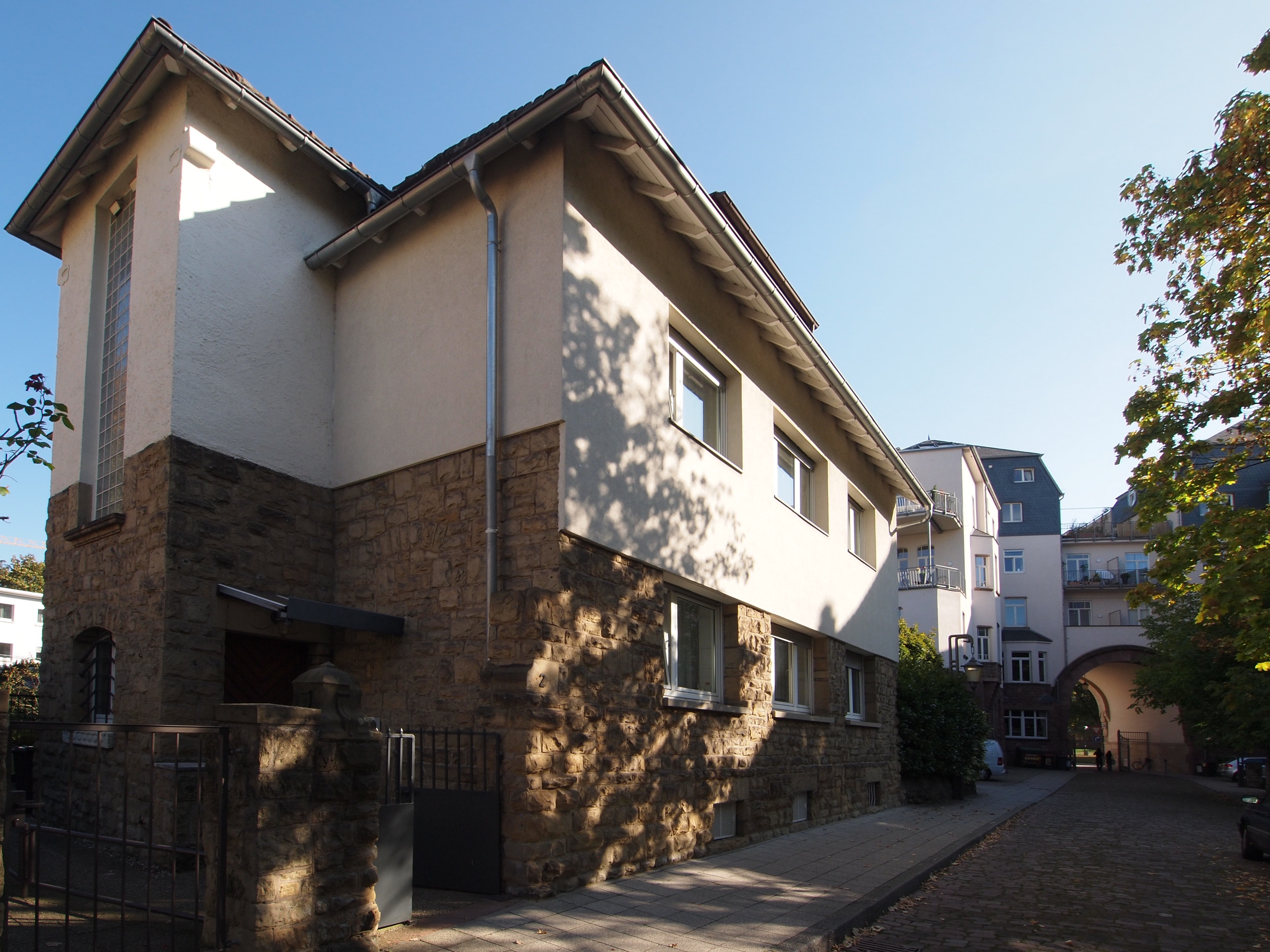
Nr. 2 (kriegsbeschädigt)
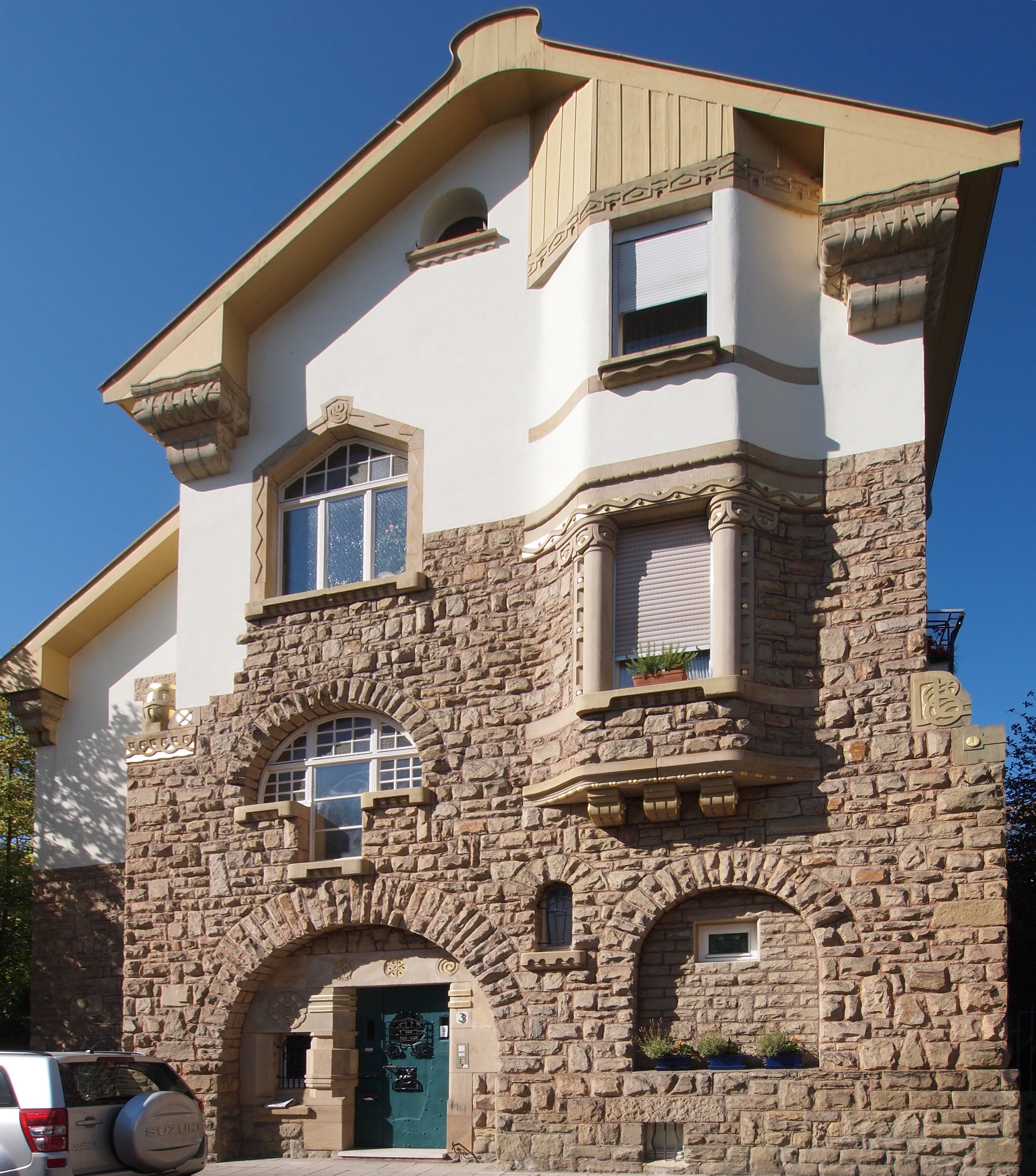
Nr. 3
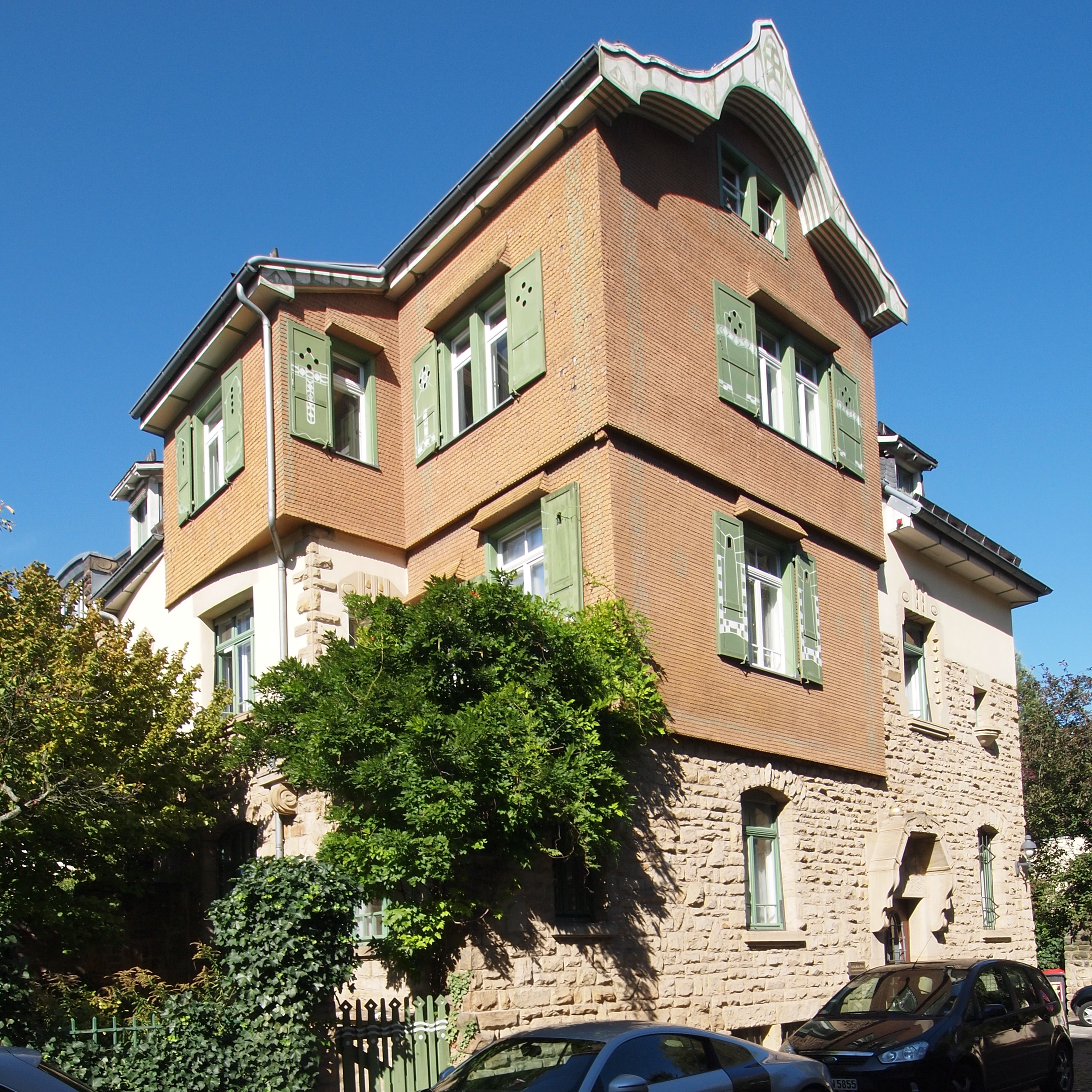
Nr. 5